# Saarmunder Endmoränenbogen

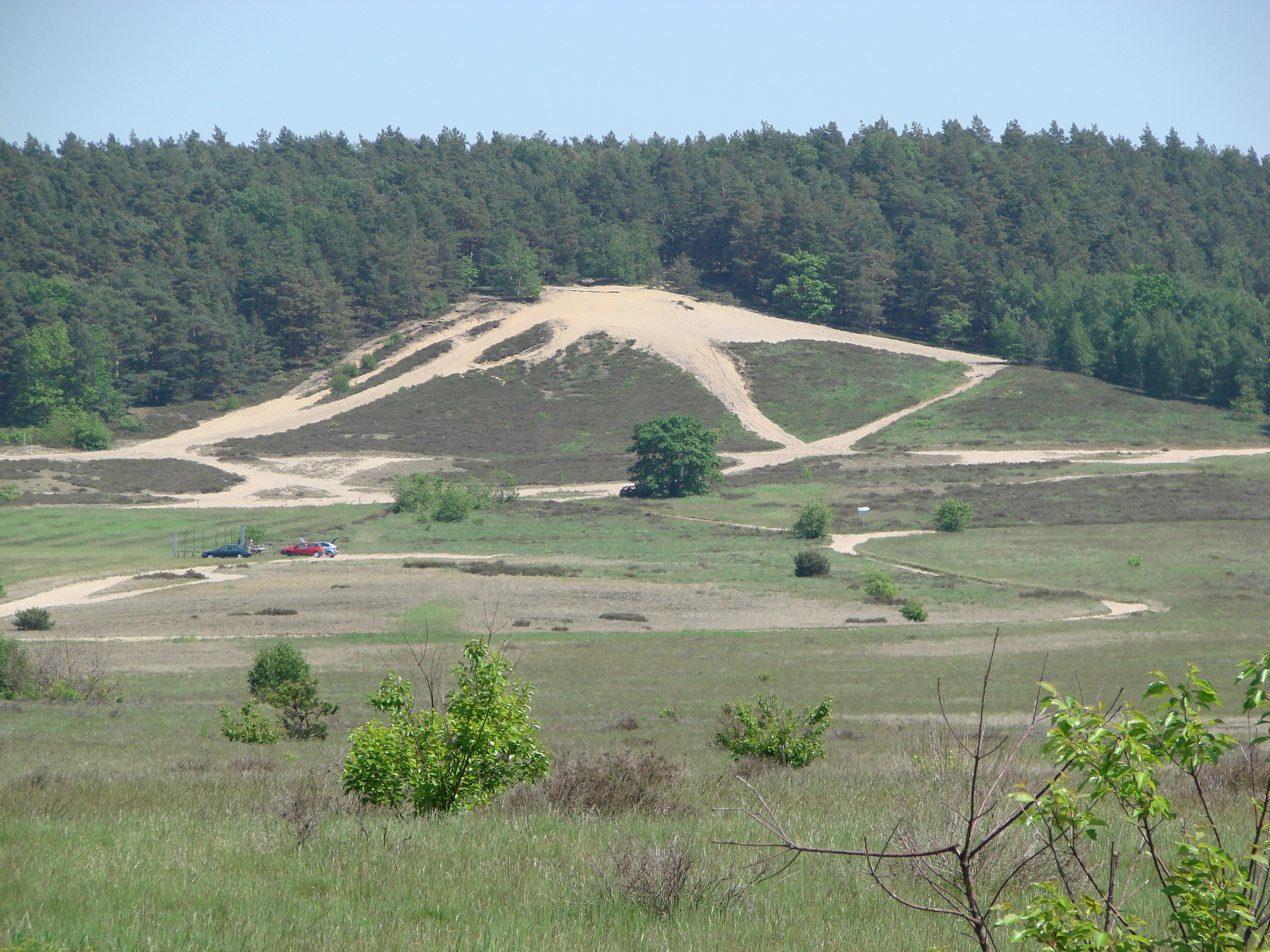
Saarmunder Berg, 2013

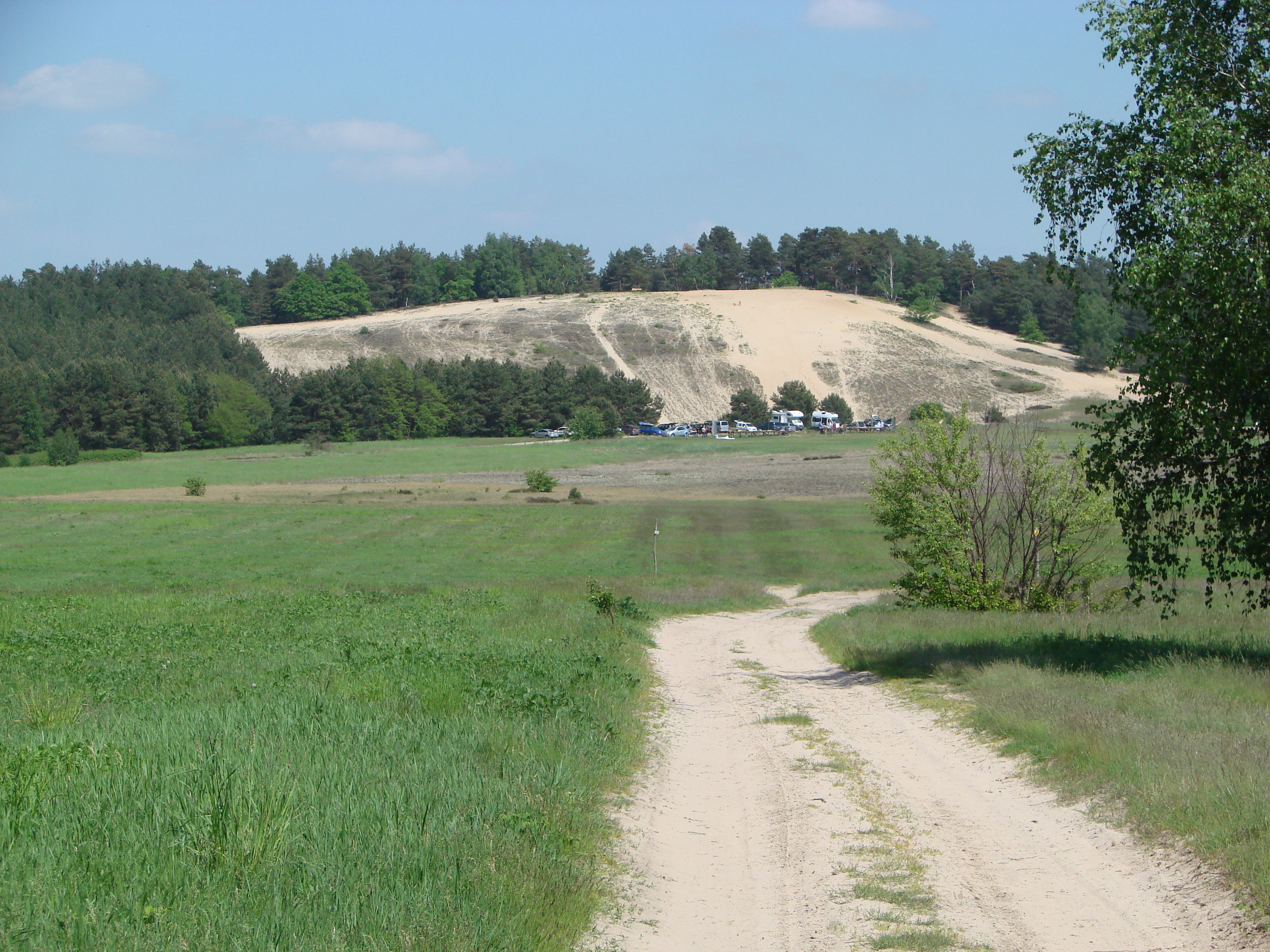
Eichberg 2013 bei Saarmund

Der Saarmunder Endmoränenbogen ist ein Endmoränenzug unmittelbar südlich von Potsdam und damit südwestlich von Berlin. Er besteht zum größten Teil aus Ablagerungen des älteren Stadiums der Weichsel-Eiszeit, dem Brandenburger Stadium. Mit über 18 Kilometer Länge stellt er einen großen zusammenhängenden Endmoränenbogen des Norddeutschen Tieflandes dar. Landschaftlich verkörpert er die östliche Begrenzung der Zauche und die westliche Begrenzung des Zwischenurstromtals der Nuthe, das von der Nuthe-Niederung (Höhenniveau von 32 bis 35 m ü. NHN) eingenommen wird.
Höchste Erhebung ist der Kleine Ravensberg mit 114,2 m ü. NHN. Gegenüber der Nuthe-Niederung ergibt sich damit ein maximaler Höhenunterschied von etwa 80 Metern.
Der Saarmunder Endmoränenbogen beginnt südlich von Potsdam am Brauhausberg und nördlich des bekannten Potsdamer Telegrafenberges, den er mit einschließt, verläuft über den Kleinen Ravensberg, den Großen Ravensberg, die Schönen Berge bei Wilhelmshorst, den Galgenberg bei Langerwisch, den Saarmunder Berg, den Ziebchenberg, den Backofenberg und die Grämitzberge bis zum Hohen Berg bei Stücken.